# Étude op. 25, no 2 de Chopin
Pour un article plus général, voir Études de Chopin.

Incipit de l'Étude op. 25, no 2 de Chopin (édition Urtext).

L'Étude op. 25, no 2, en fa mineur, est une étude composée par Frédéric Chopin. Elle était marquée « Presto ». Elle est précédée d'une tonalité majeure relative. Elle est basée sur une polyrythmie, avec des paires de triolets de croches à la main droite contre des triolets de noires à la main gauche. L'étude est parfois connue sous le nom de « Les Abeilles».

## Révisions et transpositions
Johannes Brahms a écrit une révision de cette étude, où la partie de la main droite est jouée entièrement en sixièmes et tierces. Le pianiste et compositeur virtuose Leopold Godowsky a plus tard transcrit l'étude pour la main gauche seule (transposée en fa dièse mineur).